# Костел Божого Милосердя (Вінниця)
Костел Божого Милосердя — костел міста Вінниця.

## Історія
Завдяки зусиллям о. Владислава Халуп'яка у пристосованій капличці нового вінницького мікрорайона Тяжилів взимку 1994 року було звершене перше богослужіння та цього ж року зареєстрована парафія. Під керівництвом о. Казимира Дудека 1996 року розпочали будівництво мурованого костелу, наріжний камінь якого освятив у вересні єпископ Генрик Томасік із Польщі.
Новоспоруджений костел 18 жовтня наступного, 1997 року консекрував єпископ Ян Ольшанський. Проте оснащення святині тривало далі, а 2000 року храм розбудували додатково. 18 квітня 2004 року єпископ Леон Дубравський проголосив його санктуарієм Божого Милосердя. 1 липня 2013 року архієпископ Мечислав Мокшицький подарував парафії мощі бл. Папи Йоана Павла II. 2 жовтня 2022 року єпископ Дубравський освятив дзвін, подарований польським санктуарієм Божого Милосердя в Лагєвніках біля Кракова.
Парафію обслуговують дієцезіальні священники, працюють черниці згромадження Сестер від Ангелів.